# Akira Kasai (Tänzer)
Akira Kasai (japanisch 笠井 叡 Kasai Akira; * 25. November 1943) ist ein japanischer Butohtänzer und Choreograph.

## Leben
Kasai studierte modernen Tanz bei Toshiya Eguchi und Misako Miya und klassisches Ballett bei Akinori Chiba. Nach Begegnungen mit Kazuo Ohno, einem der Gründungsväter des Butoh, und Tatsumi Hijikata wandte er sich ab 1964 dem Butohtanz zu. 1971 gründete er ein eigenes Studio, aus dem Butohkünstler wie Setsuko Yamada und Kota Yamazaki hervorgingen. 1979 löste er sein Studio auf und ging nach Deutschland, wo er in Stuttgart Eurythmie und Anthroposophie nach Rudolf Steiner studierte.
1985 kehrte er nach Japan zurück und gab Performances und Workshops für Eurythmie. 1994 kehrte er zum Butoh zurück und trat dann außer in Japan auch in Südkorea, Nord- und Südamerika auf. Er präsentierte nicht nur eigene Solostücke, sondern choreographierte auch für Butohtänzer wie Kuniko Kisanuki, Kim Ito, Naoko Shirakawa und Ikuyo Kuroda und den Balletttänzer Farouk Ruzimatov.

## Choreographien
- Tristan und Isolde (1976)
- Tragic Tales (1979)
- The 120 Days of Sodom (1979)
- Pollen Revolution (2002)
- I Dance the Japanese Constitution (2013)